# Garstedt (stacja metra)
Garstedt – stacja metra hamburskiego na linii U1. Stacja została otwarta 1 czerwca 1969. 

## Położenie
Stacja Garstedt znajduje się w Norderstedt, w centrum dzielnicy Garstedt. Stacja posiada 130 metrowy peron wyspowy, dwa wyjścia na końcach peronu oraz trzecie w środkowej części. Prowadzą one bezpośrednio do leżącego nad budynkiem wejściowym centrum handlowego "Herold Center".

## Połączenia
Stacja jest obsługiwana przez linię U1 w ciągu dnia w odstępach 10-minutowych. Między 6:00 a 9:00 i 15:30 do 19:00 metro kursuje co 5 minut. W nocy w sobotę i niedzielę kursy odbywają się w 20-minutowych odstępach.
Na zachód od stacji znajduje się niewielki dworzec autobusowy, obsługujący połączenia na liniach z Norderstedt i Hamburga ze wschodnimi gminami powiatu Pinneberg. Ponadto można znaleźć tutaj postój taksówek.
Na północ od dworca autobusowego znajduje się parking Parkuj i Jedź.